# Journée européenne de la protection des données
La journée européenne de la protection des données à caractère personnel est une initiative du Conseil de l'Europe relayée par la Commission européenne qui a proclamé solennellement le 28 janvier de chaque année comme journée de protection des données.
Cette journée a eu lieu pour la première fois le 28 janvier 2007.

## Objectifs
Son but est de sensibiliser les citoyens européens sur l'importance de la protection de leurs données personnelles et du respect de leurs libertés et droits fondamentaux, en particulier de leur vie privée. Dans la vie quotidienne, de nombreuses informations personnelles sont enregistrées dans des fichiers, communiquées à des tiers, rapprochées avec d’autres données ou ont des utilisations diverses, effet multiplié par l'apparition de technologies nouvelles et nomades. 
Cette journée est relayée dans chaque pays par les autorités ou organismes destinés à la protection des données ou de la vie privée.
Cette initiative s'inscrit dans la continuité de la Convention pour la protection des personnes à l’égard du traitement automatisé des données à caractère personnel, ouverte à la signature le 28 janvier 1981. Cette convention est devenue l’instrument juridique international de référence et a inspiré les directives adoptées par la suite par l’Union européenne le 24 octobre 1995 sur la protection des données personnelles et leur libre circulation et le 12 juillet 2002 sur la vie privée et communications électroniques.
43 pays ont adhéré à ce jour (janvier 2011) à cette Convention de Strasbourg, élaborée dans le cadre du Conseil de l’Europe sur les fondements de l’article 8 de la Convention européenne de sauvegarde des droits de l’homme et des libertés fondamentales (Rome, 4 novembre 1950).

## États

### En France
En France, chaque année, l’Association française des correspondants à la protection des données à caractère personnel (AFCDP)) organise en France un évènement à l’occasion de la journée de la protection des données personnelles et de la vie privée. L'AFCDP a ainsi organisé une conférence le vendredi 27 janvier 2012 à Paris. Cette 6e Université des correspondants informatique et libertés, avec une allocution de la Présidente de la Commission nationale de l'informatique et des libertés (Cnil), Isabelle Falque-Pierrotin. L'édition 2013 a bénéficié de la présence du Secrétaire général de la CNIL, Édouard Geffray.
Depuis 2010, l'association qui représente les professionnels de la protection des données personnelles et de la conformité à la loi informatique et libertés publie un Index du droit d'accès (pour mesurer et objectiver la conformité de l'accueil réservé aux demandes d'exercice de ce droit).